# Tania Tuccinardi
Tania Tuccinardi (Fondi, 14 agosto 1986) è una cantante e attrice teatrale italiana.

## Biografia
Tania Tuccinardi è nata a Fondi,in provincia di Latina, il 14 agosto del 1986. Figlia di un cantante e musicista, canta fin dall'infanzia. Nel 2005 entra nella scuola di Amici di Maria De Filippi, per approfondire lo studio del canto, recitazione e della danza. Dopo l'esperienza in televisione ha iniziato a interpretare ruoli in vari musical. Nel 2007 ha debuttato in teatro con l'opera popolare Giulietta e Romeo di Riccardo Cocciante. Prosegue così interpretando altri ruoli in altri musical, come Alice in Alice nel paese delle meraviglie, fino alla sua interpretazione del 2012 nel film Dreaming Alaska del regista Emanuele Valla, e in Hello Kitty. L'11 agosto 2013 partecipa assieme a Marco Vito al Tindari Festival con lo spettacolo Frediana, nel ruolo della protagonista.
A fine marzo del 2014 ha interpretato Isabella nel musical All'Ombra del Conte, per la regia di Vito Di Leo e Maurizio Semeraro. Ad aprile dello stesso anno ha interpretato Ilse nel controverso musical Spring Awakening, tratto dal dramma Risveglio di primavera (1891) di Frank Wedekind e riadattato da Steven Sater con le musiche di Duncan Sheik.
Da marzo 2016 è impegnata nel ruolo di Fiordaliso nel musical Notre Dame de Paris, tratto dall'omonimo romanzo di Victor Hugo, prodotto da David Zard e Pasquale Panella, con le musiche di Riccardo Cocciante. Da dicembre 2016, si alterna con Lola Ponce nel ruolo di Esmeralda.
Il 2 giugno 2020, a Codogno (ex zona rossa per il Covid-19) si esibisce di fronte al Presidente della Repubblica Italiana, Sergio Mattarella, intonando l'Inno di Mameli, durante una cerimonia per la Festa della Repubblica.